# Kenya-kolonien
Kenya-kolonien (engelsk: Colony and Protectorate of Kenya) var en kronkoloni i det Britiske Imperium. Kenya-kolonien opstod på det tidligere protektorat Britisk Østafrika i 1920. Teknisk set omfattede Kenya-kolonien landområdet inde i landet, mens kystområdet (en stribe på 10 miles fra kysten) var Kenya-protektoratet, men de to områder blev styret som én administration. Nairobi var koloniens hovedstad, mens den største by i 1921 var Mombasa med 32.000 indbyggere. Det samlede indbyggertal blev i dette år anslået til 2.376.000 af hvilke 9.651 var europæere, 22.822 var indere og 10.102 arabere.
Kolonien ophørte med at eksistere, da området i 1963 efter aftale med briterne blev til den uafhængige nation Kenya.